# Noelia Marló
Noelia Marló (Almendralejo, 3 de septiembre de 1991), es una actriz y cantante española, más conocida por interpretar el papel de Luzdivina Suárez Rebollo en la telenovela Acacias 38.

## Biografía
Noelia Marló nació el 3 de marzo de 1991 en Almendralejo, en la provincia de Badajoz, más precisamente en la comunidad de Extremadura (España), y además de la actuación también se dedica al canto y al baile.

## Carrera
Noelia Marló obtuvo su diploma de interpretación en la base de actores dirigida por Javier Manrique, Chules Piñago y Eduardo del Olmo. Siguió clases de interpretación con Fernando Piernas, verso clásico con Juan Polanco y Karmele Aranburu, una clase magistral con Blanca Portillo y un curso de clown con Rafael Boeta Pardo. Más tarde actuó en varias obras de teatro.
En 2010 inició su carrera como actriz en el cortometraje Keres dirigido por Fernando Lora Ardit. Al año siguiente, en 2011, protagonizó los cortometrajes Tampón dirigido por Ana Prieto y La Broma dirigida por Luis Arenas. En 2012 participó en el cortometraje Ven por mi. En 2017 participó en el video musical Antiestática de Julieta 21 y dirigido por Paul Stein. En el mismo año protagonizó la serie El final del camino. En 2018 protagonizó el cortometraje Roja dirigido por David Heredia.
En 2021 fue elegida para interpretar el papel de Luzdivina Suárez Rebollo en la telenovela Acacias 38 y donde actuó junto a actores como Patxi Santamaría, Clara Garrido, Carlos de Austria y Lydia Pavón. Al año siguiente, en 2022, protagonizó la serie Las noches de Tefía. En 2023 interpretó el papel de María José en la película Si todas las puertas se cierran dirigida por Antonio Cuadri.

## Filmografía

### Cine
| Año  | Título                          | Personaje  | Director       |
| ---- | ------------------------------- | ---------- | -------------- |
| 2023 | Si todas las puertas se cierran | María José | Antonio Cuadri |

### Televisión
| Año  | Título              | Personaje                | Notas        |
| ---- | ------------------- | ------------------------ | ------------ |
| 2017 | El final del camino |                          |              |
| 2021 | Acacias 38          | Luzdivina Suárez Rebollo | 75 episodios |
| 2022 | Las noches de Tefía |                          |              |

### Cortometrajes
| Año  | Título     | Director      |
| ---- | ---------- | ------------- |
| 2010 | Keres      | Lora Ardit    |
| 2011 | Tampón     | Ana Prieto    |
| 2011 | La Broma   | Luis Arenas   |
| 2012 | Ven por mi |               |
| 2018 | Roja       | David Heredia |

### Video musical
| Año  | Título       | Autor      | Director   |
| ---- | ------------ | ---------- | ---------- |
| 2017 | Antiestática | Julieta 21 | Paul Stein |

## Teatro
| Año       | Título                             | Director                   | Teatro                |
| --------- | ---------------------------------- | -------------------------- | --------------------- |
| 2009-2010 | La Revoltosa                       |                            |                       |
| 2009-2010 | Los Gavilanes                      |                            |                       |
| 2009-2016 | El Principito                      | Rafael Boeta e Gonzalo Baz |                       |
| 2011-2014 | El Sueño de una Orquesta de verano | Baz&Boeta                  |                       |
| 2012-2015 | El Flautista de Hamelín            | Rafael Boeta e Gonzalo Baz |                       |
| 2012-2020 | ¿Te querré siempre?                | Rafael Boeta e Gonzalo Baz |                       |
| 2013-2014 | 1,2,3, GOSPEL                      | Rafael Boeta Pardo         |                       |
| 2013-2014 | Gisela y El Libro Mágico           |                            | Teatro de Alcalá      |
| 2014      | La Maga maja y sus bichitos        | Cari Antón                 | Teatro Arlequín       |
| 2015      | Le Petit Grand Hotel               | Marcelo Bellagamba         |                       |
| 2015-2018 | El Novio Infiltrado                | Rafael Boeta Pardo         |                       |
| 2016      | Frozen Suite                       |                            | Auditorio de Zaragoza |
| 2016-2017 | Adán y Eva en Broadway             |                            |                       |
| 2016-2021 | El Paraíso BallroomDance           | Rafael Boeta Pardo         |                       |
| 2017-2019 | Ellas Ponen El Título              | Rafael Boeta Pardo         |                       |
| 2018      | La comedia del fantasma            | Felix Estaire              |                       |
| 2019      | El Otro. Alberto Conejero          | Mauricio García Lozano     |                       |
| 2019      | La bella Helena                    | Ricard Reguant             | Teatro Bellas Artes   |
| 2019      | La Corte del Faraón                | Ricard Reguant             |                       |
| 2019-2020 | La función que sale mal            | Sean Turner                | Teatro Rialto         |
| 2021      | Frankenstein                       | Antonio C. Guijosa         |                       |

## Premios y reconocimientos
Festival Internacional de Teatro Clásico de Mérida por José Manuel Villafaina
| Año  | Categoría               | Trabajo                 | Resultado |
| ---- | ----------------------- | ----------------------- | --------- |
| 2018 | Mejor actriz de reparto | La comedia del fantasma | Ganadora  |